# Rebellion (2020)
Rebellion (2020) – gala wrestlingu zorganizowana przez amerykańską federację Impact Wrestling (IW). Pierwotnie miała odbyć się 19 kwietnia 2020 w Terminal 5 w Nowym Jorku i być nadawana na żywo w systemie pay-per-view i za pośrednictwem platformy Fite.tv. W wyniku pandemii COVID-19 federacja postanowiła nagrać wydarzenie bez udziału publiczności w Skyway Studios w Nashville, następnie wyemitować je w dwóch odcinkach swojego sztandarowego programu telewizyjnego, Impactu!. Epizody, zaplanowane na 21 i 28 kwietnia, zostały nadane za darmo za pośrednictwem niektórych stacji telewizyjnych i serwisu internetowego Twitch. Była to druga gala z cyklu Rebellion.
Karta walk składała się z dziewięciu pojedynków, które zostały przeprowadzone w ciągu dwóch odcinków Impactu!. W walce wieczoru pierwszego dnia Ken Shamrock pokonał Samiego Callihana w Unsanctioned matchu. W innych znaczących spotkaniach Willie Mack został nowym Impact X Division Championem po wygranej nad Ace’em Austinem, natomiast Kylie Rae w swoim debiutanckim indywidualnym pojedynku na gali Impact Wrestling była lepsza od Kiery Hogan. Tydzień później Moose pokonał Michaela Elgina i Hernandeza, po czym obwołał się TNA World Heavyweight Championem. W innym znaczącym pojedynku Rosemary wygrała z Havok w Full Metal Mayhem. Tego dnia w federacji zadebiutowała Nevaeh.
Druga edycja Rebellion otrzymała mieszane recenzje fanów i krytyków. Z wyrozumiałością podchodzono do braku publiczności i innych niedogodności związanych z pandemią wirusa SARS-CoV-2, zwłaszcza nieobecnością kilku czołowych zawodników: Impact World Championki Tessy Blanchard, Eddiego Edwardsa, Impact Knockouts Championki Jordynne Grace, Tayi Valkyrie oraz Impact World Tag Team Championów The North (Ethan Page i Josh Alexander). Natomiast różnorodne opinie, zarówno pozytywne, jaki negatywne, pojawiły się w związku z rozstrzygnięciami obu walk wieczoru.

## Tło
Początkowo druga edycja Rebellion miała odbyć się 19 kwietnia w Terminal 5 w Nowym Jorku jako gala nadawana na żywo w systemie pay-per-view i za pośrednictwem platformy Fite.tv. Bilety wprowadzono do sprzedaży 24 lutego. Przewodnim motywem muzycznym gali został utwór Sharp Skillsa, Johna Augusta Preglera i Bernarda Jamesa Perry’ego pt. „Warrior”. W marcu, na skutek pandemii COVID-19, federacja odwołała Rebellion, podobnie jak inne wydarzenia zaplanowane na okres wiosenny: Lockdown (28 marca), March Breakdown (29 marca), TNA: There's No Place Like Home (3 kwietnia), Against All Odds (17 kwietnia) i nagrania telewizyjne Impactu! (24–25 kwietnia).
W drugim tygodniu kwietnia Impact Wrestling przeprowadził trzydniowe nagrania telewizyjne w Skyline Studios w Nashville bez udziału publiczności, podczas których zarejestrowano materiał na potrzeby Rebellion i kilku odcinków Impactu!. 13 kwietnia organizacja wystosowała oficjalny komunikat, informując że gala będzie podzielona na dwie części i zostanie wyemitowana za darmo 21 i 28 kwietnia w Impakcie! w kilku stacjach telewizyjnych na całym świecie oraz w serwisie internetowym Twitch. Władze federacji dodały, że „bezpieczeństwo wrestlerów, personelu i fanów IMPACT ma ogromne znaczenie i choć z pewnym rozczarowaniem musimy ograniczyć nasze pierwotne plany dotyczące gali, jesteśmy dumni, że możemy zapewnić naszym wiernym i pełnym pasji fanom w tym czasie bardzo potrzebną rozrywkę. Z niecierpliwością oczekujemy na zorganizowanie odpowiedniego wydarzenia pay-per-view po zakończeniu kryzysu”.

## Rywalizacje
Rebellion oferowało walki wrestlingu z udziałem różnych zawodników na podstawie przygotowanych wcześniej scenariuszy i rywalizacji, które były realizowane podczas cotygodniowych odcinków programu Impact!. Wrestlerzy odgrywali role pozytywnych (face) lub negatywnych bohaterów (heel), którzy rywalizują pomiędzy sobą w seriach walk mających budować napięcie.

### Ken Shamrock vs. Sami Callihan
Od kilku tygodni tajemnicza osoba, przedstawiająca się jako ICU, zakłócała transmisję telewizyjną Impactu! lub w nieoczekiwanych momentach wyłączała światło w arenie, wyświetlając na głównym telebimie swoje logo. Okazało się, że za atakami hakerskimi stał Sami Callihan. 17 marca przerwał oficjalne ogłoszenie włączenia Kena Shamrocka do Impact Wrestling Hall of Fame na Bound for Glory i wydmuchnął kulę ognia w stronę twarzy rywala. Dwa tygodnie później Callihan usprawiedliwił swój czyn tym, że weterani nie mogą przychodzić do Impact Wrestling i natychmiast odbierać szanse młodym utalentowanym zawodnikom, najpierw muszą zasłużyć na zaszczyty. Obaj wrestlerzy spotkali się 14 kwietnia, aby podpisać kontrakt na walkę na Rebellion; kontakt fizyczny został zabroniony, inaczej ich pojedynek zniknąłby z karty gali. Mowa Callihana, zwłaszcza wspomnienie o rodzinie Shamrocka, uraziła oponenta, który chciał go zaatakować. ICU wykorzystał telefon, aby zgasić światła w arenie i uciec, po czym prowadził grę psychologiczną z Shamrockiem, nasyłając na niego swoich popleczników, noszących na twarzach logo ICU.

### Kylie Rae vs. Kiera Hogan
Po zwycięstwie nad Cassandrą Golden Kylie Rae zakomunikowała, że podpisała wieloletni kontrakt z Impact Wrestling. Starała zaskarbić sobie przyjaźń innych Knockoutek, lecz Kiera Hogan nie pochwaliła tego, twierdząc że w kobiecej dywizji nie ma przyjaźni. „Girl on Fire” poinformowała ją również, że stoczą ze sobą pojedynek na Rebellion. 14 kwietnia obie zawodniczki wystąpiły w pierwszym odcinku talk-show Madison Rayne o nazwie Locker Room Talk. Gospodyni spotkania pokierowała w ten sposób wywiadem, aby wzmóc wzajemną niechęć między zawodniczkami. Dotychczas spokojna i radosna Rae, słysząc słowa Hogan o ośmieszeniu jej i starciu z jej twarzy głupiego uśmieszku, uznała oponentkę „za niezbyt miłą” i opuściła program.

### Pojedynek o Impact X Division Championship
Rywalizacja Williego Macka i Ace’a Austina (ówczesny Impact X Division Champion) rozpoczęła się w połowie marca. Mistrz pomógł czarnoskóremu zawodnikowi pokonać Johnny’ego Swingera i Disco Inferno w Handicap matchu. Austin próbował pozyskać go do swojej drużyny, w której znajdowali się również Reno Scum (Adam Thornstowe i Luster the Legend), aby włączyć się do walki o Impact World Tag Team Championship. Mack odrzucił tę propozycję ze względu na lojalność wobec swojego partnera drużynowego, Richa Swanna, przebywającego na rehabilitacji po kontuzji kostki na styczniowej gali Bash at the Brewery 2. W czwartym marcowym odcinku Impactu! Mack wygrał ośmioosobowy Scramble match, zostając pretendentem do walki o Impact X Division Championship. W zemście Austin wysłał Reno Scum, by zaatakowali Swanna, następnie 7 kwietnia Thornstowe i Legend stawili czoło Mackowi w Handicap matchu. Pretendent wyszedł zwycięsko z tej potyczki, lecz po meczu został zaatakowany przez mistrza X Division.

### Six Man Tag Team match
Na początku 2020 rozgorzał spór między Rhino a Ohio Versus Everything, gdy 18 lutego Rhino pokonał Dave’a Crista. Trzy tygodnie później „War Machine” zwyciężył Madmana Fultona, następnie po meczu przegrany oraz Jake i Dave Cristowie wszczęli z nim bójkę. Wtedy Sabu przyszedł z pomocą osamotnionemu towarzyszowi. Dwa tygodnie później obaj byli lepsi od antagonistów w Old School Rules matchu. W następnym odcinku Impactu! Rhino wsparł Tommy’ego Dreamera, który został zaatakowany przez Samiego Callihana, ale obaj natychmiast stali się celem napaści ze strony OVE. 7 kwietnia Rhino i Dreamer pokonali Jake’a i Dave’a, po czym sfrustrowany porażką Madman Fulton wyładował swoją złość na przeciwnikach. Tydzień później protagoniści zapowiedzieli, że znajdą trzeciego członka drużyny, aby zwiększyć szansę wygrania z trzema przeciwnikami w zapowiadanym na Rebellion Six Man Tag Team matchu.

### Three Way Tag Team match
Impact Wrestling ogłosił 20 kwietnia Three Way Tag Team match, podczas którego stawią sobie czoło trzy drużyny: TJP i Fallah Bahh, XXXL (Larry D i Acey Romero) i The Rascalz (Wentz i Dez).

### Four Way match
Impact Wrestling ogłosił Four Way match podczas odcinka Impactu!, wyemitowanego 14 kwietnia. Jego uczestnikami zostali Chris Bey, Suicide, Trey i Rohit Raju.

### Full Metal Mayhem
W pierwszym odcinku Rebellion Impact Wrestling ogłosił Full Metal Mayhem z udziałem Rosemary i Havok.

## Karta walk
Zestawienie zostało opracowane na podstawie źródła:

### Część 1 (21 kwietnia)
| Nr                                 | Wyniki | Stypulacje                                     | Czas  |
| ---------------------------------- | --- | ---------------------------------------------- | ----- |
| 1                                  | Tommy Dreamer, Rhino i Crazzy Steve pokonali Ohio Versus Everything (Dave Crist, Jake Crist i Madman Fulton) | Six Man Tag Team match                         | 9:30  |
| 2                                  | The Rascalz (Wentz i Dez) pokonali TJP i Fallah Bahha oraz XXXL (Larry D i Acey Romero)                      | Three Way Tag Team match                       | 14:01 |
| 3                                  | Willie Mack pokonał Ace’a Austina (c)                                                                        | Singles match o Impact X Division Championship | 13:30 |
| 4                                  | Kylie Rae pokonała Kierę Hogan w wyniku zmuszenia do poddania                                                | Singles match                                  | 9:25  |
| 5                                  | Ken Shamrock pokonał Samiego Callihana w wyniku zmuszenia do poddania                                        | Unsanctioned match                             | 11:00 |
| (c) – mistrz/mistrzyni przed walką | |                                                |       |

### Część 2 (28 kwietnia)
Zestawienie zostało opracowane na podstawie źródła:
| Nr                                 | Wyniki                                           | Stypulacje        | Czas  |
| ---------------------------------- | ------------------------------------------------ | ----------------- | ----- |
| 1                                  | Chris Bey pokonał Suicide’a, Treya i Rohita Raju | Four Way match    | 11:45 |
| 2                                  | Joseph P. Ryan pokonał Cousina Jake’a            | Singles match     | 11:10 |
| 3                                  | Rosemary pokonała Havok                          | Full Metal Mayhem | 12:25 |
| 4                                  | Moose pokonał Michaela Elgina i Hernandeza       | Three Way match   | 18:00 |
| (c) – mistrz/mistrzyni przed walką |                                                  |                   |       |